# Jugadora Mundial de la FIFA 2007

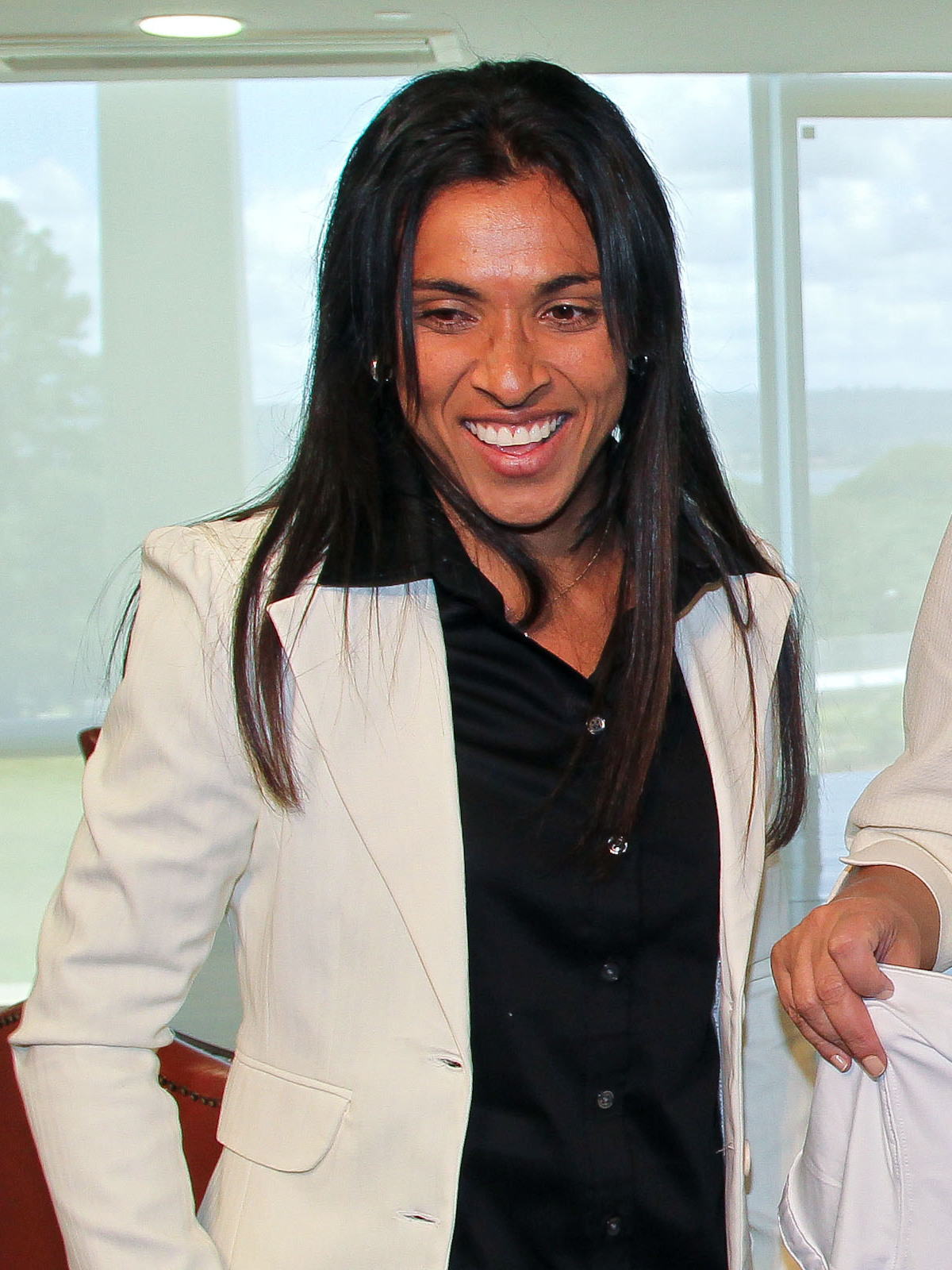
La brasileña Marta Vieira da Silva ganadora en 2007.

El premio a la mejor jugadora mundial de la FIFA 2007 fue la séptima entrega de este importante galardón otorgado a la futbolista con mayores logros. El premio fue otorgado por la Federación Internacional de Fútbol Asociación (FIFA). 
La ganadora del séptimo certamen fue la brasileña Marta Vieira da Silva. Da Silva ganó con 988 votos por 507 de la alemana Birgit Prinz. Fue el segundo premio de forma consecutiva.

## Resultados
| Posición | Futbolista         | Puntaje |
| -------- | ------------------ | ------- |
| 1        | Marta              | 988     |
| 2        | Birgit Prinz       | 507     |
| 3        | Cristiane          | 150     |
| 4        | Kelly Smith        | 110     |
| 5        | Abby Wambach       | 92      |
| 6        | Nadine Angerer     | 83      |
| 7        | Kristine Lilly     | 82      |
| 8        | Daniela Alves Lima | 72      |
| 9        | Renate Lingor      | 62      |
| 10       | Ariane Hingst      | 41      |